# Lucille Starr
Lucille Starr, egentligen Lucille Marie Raymonde Cunningham, född Savoie 13 maj 1938 i Saint Boniface i Manitoba, död 4 september 2020, var en kanadensisk countrysångare. Hon fick sitt internationella genombrott 1964 med låten "The French Song".
I staden Coquitlam finns en gata som heter Lucille Starr Way. Gatunamnet hedrar hennes framgångar som musiker.

## Diskografi
- The French Song (1964)
- In South Africa (1968)
- Lonely Street (1969)
- The Sun Shines Again (1981)
- Back to You (1988)
- Chansons d'Amour/Songs of Love (1991)